# 辰市城之戰
辰市城之戰是1571年（元龜2年）松永久秀聯合三好義繼攻打筒井順慶所屬辰市城的戰役，但松永、三好聯軍未能攻克城池，甚至被筒井軍反撲。

## 背景
在織田信長於元龜元年（1570年）的志賀之陣與信長包圍網的各方勢力妥協和談後，在上洛之戰中獲織田信長跟足利義昭安排領有大和國的松永久秀開始積極擴張勢力，在元龜2年（1571年）3月時派遣家臣竹內秀勝攻打大和國柳本城、5月時派兒子松永久通攻打漥城，並且對破棄與德川家康同盟且出兵與遠江國、三河國的武田信玄去信表示友好。
松永久秀在當年5月誘召畠山昭高的家臣私部城主安見右近並將之殺害，隨後與其子松永久通一同進攻私部城，但久攻不落而撤退，隨後在三好三人眾於6月進攻畠山昭高的高屋城時，松永久秀出兵支援三好三人眾，卻因為畠山家臣遊佐信教的防備而沒法攻陷城池。而將軍足利義昭也收九條植通之女為養女嫁給大和國另一方勢力筒井順慶作為拉攏。原本在松永久秀帳下隨軍攻打高屋城的箸尾為綱也反叛松永久秀，松永久秀聯合三好三人眾跟三好義繼領1萬5千人攻打，本還派人要求箸尾為綱獻出人質投降，但箸尾為綱不肯，松永、三好聯軍攻城不克，松永久秀退居龍田法隆寺，松永久通退往多門山。松永久秀在7月協同三好三人眾跟三好義繼出兵攝津國襲擊足利家臣和田惟政，但在細川藤孝跟三淵藤英的救援下，松永、三好聯軍攻擊不果撤退。
趁此機會，筒井順慶在7月時派兵往奈良進行掠奪，並在白土興建城砦，又於辰市築城以逼進松永久秀的領地，並讓井土國秋入鎮辰市城。

## 戰況
為反制筒井順慶的逼迫，松永久秀、松永久通父子和三好義繼聯合組成1萬兵力，兩軍在大安寺會師後，攻打辰市城，松永、三好聯軍在7月25日發動攻勢，井土國秋以弓箭跟火绳枪防備，使松永、三好聯軍短時間內無法攻陷，而筒井順慶也在7月29日召集兵馬，組成5千兵力往援。
筒井順慶將兵力分成7段，跟松永軍三度以弓箭、火绳枪互相射击後，筒井軍先鋒山田順清率300人突擊，擊散了松永軍先鋒森秀光、海老名勝正率領的500人，雙方損失50多人，但在松永軍的松永右衛門佐率1千兵力反攻，並以百餘挺火绳枪猛烈射击下，山田順清戰死。筒井順慶的本陣往後方退卻，而松永軍在殺死筒井軍的先鋒將領後奮勇前進，卻遭到筒井軍伏擊，連松永久秀的本陣也一度被筒井軍殺入，松永久秀循奈良南方放火燒屋，利用灰煙掩護撤退，帶領殘餘兵力退往多聞城。
松永、三好聯軍遭到筒井軍擊破後，共5百人戰死、5百人負傷，激戰中松永久秀的姪子松永左馬進、孫四郎，姪孫松永久三郎等一門眾及部下河那邉伊豆守、渡邊兵衛尉、松岡左近、赤澤藏介、榮林院、竹田對馬守、狛治部大輔、渡部采女、中岡藤市兄弟等戰死，竹內秀勝跟山口古市兄弟受傷。三好義繼方陣亡將領33人，士兵損失207人。松永久秀在8月6日退往信貴山城。筒井軍中，筒井順慶的妹夫岩城城主山田順清戰死，筒井順慶將斬獲的240顆首級獻給幕府。
筒井方的筒箸尾為綱跟越智玄蕃頭在8月5日隨即進攻松永方的森屋城，後又攻打筒井城，斬殺城將森藤五郎後拿下城池，筒井順慶再度回歸筒井城，原屬松永方的高田城在戰死40多人後被筒井軍攻下，隨後番原城、藏堂城也被筒井軍攻陷，超昇寺城也在8月10日投降筒井方。9月時筒井順慶在多聞城外圍新築城砦，然後數次領兵騷擾多聞城，但也沒法順利攻克，遂留下慈明寺左門跟福須美兵衛監視，領兵回歸筒井城。
筒井順慶隨後在9月7日攻陷松永方的山田城，筒井順慶在10月獎賞有功將士，並贈物給興福寺致謝。在11月時經由佐久間信盛跟明智光秀仲介，筒井順慶投降織田信長，織田信長回贈筒井順慶駿馬跟太刀，並仲介松永久秀跟筒井順慶和談。